# Aloe occidentalis
Aloe occidentalis é uma espécie de liliopsida do gênero Aloe, pertencente à família Asphodelaceae.